# Arnas Fedaravicius
Arnas Fedaravicius, född 21 juni 1991 i Vilnius, är en litauisk skådespelare.
Fedaravicius har bland annat medverkat i TV-serierna Tjockare än vatten från 2016 och The Last Kingdom (2017-2022). Han har även medverkat i filmen The Last Kingdom: Seven Kings Must Die från 2023.

## Filmografi (i urval)
- 2016: Tjockare än vatten
- 2017-2022: The Last Kingdom
- 2023: The Last Kingdom: Seven Kings Must Die
- 2025 – The White Lotus (TV-serie)